# Pachnessa vietnamica
Pachnessa vietnamica är en skalbaggsart som beskrevs av Keith 2009. Pachnessa vietnamica ingår i släktet Pachnessa och familjen Melolonthidae. Inga underarter finns listade i Catalogue of Life.